# Bảo tàng diệt chủng Tuol Sleng
Bảo tàng diệt chủng Tuol Sleng là một bảo tàng tội ác diệt chủng của Khmer Đỏ trong thời gian cầm quyền từ 1975 đến 1979. Đây từng là trường phổ thông trung học trước khi trở thành trại tập trung của chế độ diệt chủng Khmer Đỏ. Năm 1975, trường được chuyển thành nhà tù với tên gọi Nhà tù an ninh S21. Trong thời gian 4 năm cầm quyền của Khmer Đỏ, nơi đây giam giữ khoảng 17.000 người (có nguồn khác cho rằng con số này là 20.000), phần lớn là những quan chức, binh sĩ hoặc những người từng phục vụ cho chính quyền Lon Nol trước đây, và sau này là những thành viên của Khmer Đỏ bị kết tội phản bội hoặc là gián điệp nước ngoài. Một số những thành viên cấp cao và nổi tiếng của Khmer Đỏ như Koy Thuon, Vorn Vet, Hu Nim, Hou Yuon, Nhim Ros hay Keo Meas sau khi bị thanh trừng đều bị giam giữ tra tấn tại S21 trước khi bị đem đi xử tử.
Trường đã được cải hoán như xây thêm hàng rào điện, gia cố phòng thành trại giam, phòng hỏi cung và phòng tra tấn.
Bảo tàng hiện nay nằm khuất trong khu phố nhỏ Toul Svay Prey ở phía Nam Phnôm Pênh và khá lạc lõng với cảnh quan xung quanh bởi nó quá cũ kỹ, sập sệ với những hàng rào thép gai bao quanh.
Theo từ điển tiếng Khmer thì Toul Sleng có nghĩa như một Ngọn Đồi Độc Dược, cái tên như gắn liền với lịch sử của nó. Tuol Sleng từng là một trường học, nhưng Khmer Đỏ đã dùng dây thép gai để quây khu vực, đồng thời biến các phòng học thành các phòng giam nhỏ để tra tấn các tù nhân, trở thành trại tập trung của chế độ diệt chủng Kmmer Đỏ. Năm 1975, trường được chuyển thành nhà tù với tên gọi Nhà tù an ninh S21 do Kang Kek Iew, được nhiều người biết đến với biệt danh "đồng chí Duch" làm chỉ huy. Hàng nghìn người đã bị bắt giam và bị tra tấn ở đây trước khi bị đem đi hành quyết tại các cánh đồng chết, chỉ có một số ít tù nhân còn sống sót khi rời nhà tù vốn là "nỗi ác mộng" đối với người Campuchia. Bảo tàng diệt chủng Toul Sleng trưng bày những hình ảnh nạn nhân và tư liệu về tội ác của Khmer Đỏ khiến người xem rùng mình.
Có thể tham quan Bảo tàng diệt chủng Toul Sleng và sau đó ra ngoại ô thăm Cánh đồng chết (Killing Field).

## Lịch sử
S21 có diện tích 600x400m và đã từng giam hơn 17000 người, chỉ có 14 người còn sống sót. Nhà tù bao gồm 4 dãy nhà chính và một số ngôi nhà xung quanh, vốn là trụ sở, phòng tra hỏi và tra tấn tù nhân của chính quyền Khmer Đỏ. Năm 1962, S21 vốn là trường trung học Ponhea Yat. Đến thời kỳ chế độ Lon Nol, một chế độ cộng hoà được chính phủ Mỹ hậu thuẫn vào những năm 1970, trường được đổi tên thành Trường trung học Toul Svay Prey. Đến tháng 5.1976, trường được chính quyền Khmer Đỏ cải hoán thành nhà tù với tên gọi Nhà tù an ninh S21.
Theo các tài liệu mà Trung tâm Tư liệu Campuchia tìm được, S21 được thiết kế đặc biệt để dành cho việc tra hỏi và tiêu diệt các phần tử "phản bội".Trong suốt 4 năm cầm quyền của mình, nơi đây giam giữ tổng cộng 10.499 nghìn người (chưa tính khoảng 2.000 trẻ em bị giết) gồm nhiều quốc tịch như Việt Nam, Lào, Thái Lan, Ấn Độ, Pakistan, Anh, Mỹ, Canada, New Zealand, Úc, nhưng phần lớn là người Campuchia.
Họ là công nhân, nông dân, kỹ sư, thợ cơ khí, dân trí thức, giáo viên, giáo sư, học sinh và thậm chí là công sứ, nhân viên ngoại giao. Toàn bộ thành viên gia đình của nạn nhân, kể cả trẻ em mới đẻ cũng bị đưa vào giam giữ trong nhà tù. Số người sống sót tại nhà tù này chiếm chưa đầy một nửa.
Những dãy buồng giam dài được xây kín bằng gỗ, gạch, san sát nhau chìm trong bóng tối. 
, những tù nhân bị giam giữ trong buồng giam nhỏ có diện tích 0,8x2m bị xích chân bằng sợi xích to chôn chặt vào tường hoặc nền nhà xi măng; còn những nạn nhân bị giam trong buồng giam lớn có diện tích 8x6m bị xích một hoặc cả hai chân vào những thanh cùm ngắn hoặc dài.
Cùm nhỏ dài chừng 0,8-1m được thiết kế để xích khoảng 4 người còn cùm dài 6m thì xích 20-30 người. Mọi nạn nhân đều phải nằm ngủ trên sàn nhà lạnh lẽo. 4.30 mỗi sáng, mọi nạn nhân phải thức dậy, kéo quần xuống tận đầu gối để cai tù kiểm tra, sau đó phải thực hiện một số động tác thể dục như đứng lên ngồi xuống, giơ tay cao cho dù chân vẫn bị cùm.
Mỗi ngày cai tù kiểm tra nạn nhân 4 lần và thay ngay mọi cùm bị lỏng. Nếu nạn nhân nào vi phạm các quy định mà chúng đề ra sẽ bị phạt từ 20-60 gậy. Muốn thay đổi tư thế khi ngủ, nạn nhân cũng phải xin phép của cai tù. Cách 2-3 ngày hoặc thậm chí nửa tháng nạn nhân mới được tắm v.v...

## Mô tả
Bảo tàng còn lưu giữ các hiện vật được tìm thấy sau khi quân Khmer Đỏ bị khống chế vào tháng 1 năm 1979, nhà tù đã lưu giữ rất nhiều tài liệu, hàng ngàn bức ảnh các nạn nhân, rất nhiều trong số đó vẫn đang được trưng bày. Các bức tranh vẽ cảnh tra tấn trong tù đang được trưng bày do Vann Nath thực hiện, ông là một trong những người tù sống sót tại Toul Sleng. Bản đồ đất nước Campuchia ghép bằng sọ của các nạn nhân hiện không còn được trưng bày trong bảo tàng nữa vì một số ý kiến cho rằng việc đó quá tàn nhẫn. Trước đây việc không tiếp tục trưng bày tấm bản đồ ghê rợn đó đã từng gây một cuộc tranh cãi phạm vi quốc tế. Để hiểu được toàn bộ bối cảnh lịch sử, nên kết hợp chuyến thăm tới bảo tàng tội diệt chủng Toul Sleng với chuyến thăm tới Cánh đồng chết Choeung Ek.
Tại các trại giam to, hiện người ta cho trưng bày những bức ảnh, tranh vẽ sống động về thời đó, từ hình ảnh chiếc ghế sắt để nạn nhân ngồi chụp hình, các phạm nhân bị đánh đập tàn nhẫn, các cánh đồng chết đẫy rẫy xương của những người bị Khmer Đỏ giết hại, các hình vẽ mô tả lại cảnh phạm nhân bị tra tấn.
Thậm chí, tại một số phòng giam, họ còn kê những tủ gỗ đựng đầy sọ người với dòng chú thích; "Đây là xương của những người bị Khmer Đỏ giết hại".
Sự giết người man dại của chế độ Khmer Đỏ còn in dấu đậm nét tại các phòng tra tấn nạn nhân. Dãy phòng này gồm 14 phòng, chỉ kê vẻn vẹn một cái giường sắt và hộp đựng đồ tra tấn. Nạn nhân bị gọi lên phòng này bị tra tấn man rợ đến chết.
Một trong những hình thức tra tấn phố biển ở S21 là rút móng tay, móng chân; đổ axít vào mặt, khoét ngực để thả rết, dùng búa, rìu, roi đánh đập... Những vết máu bắn ra của nạn nhân vẫn còn in đậm trên tường và trần nhà.
Hiện trên tường của 14 căn phòng đều có treo một bức ảnh, những bức ảnh đó chính là hình ảnh của 14 nạn nhân cuối cùng trong nhà tù.Thi thể họ được tìm thấy khi quân đội tình nguyện Việt Nam vào giải phóng khu vực này.
Các bức ảnh của 14 nạn nhân hiện vẫn còn treo trên 14 phòng do phóng viên chiến trường Việt Nam chụp lại. Mộ 14 nạn nhân cuối cùng này hiện được chôn cất phía trước nhà tù.
Ba thập kỷ đã trôi qua kể từ khi thế giới lần đầu tiên biết tới "những cánh đồng chết" ở Campuchia, biết đến bàn tay khát máu của Khmer Đỏ thì mãi đến tháng 7.2006, một toà án LHQ -Campuchia mới tuyên thệ và bắt đầu công việc khó khăn đưa những kẻ phải chịu trách nhiệm ra trước vành móng ngựa.
Ngày 26/2/2008, thủ lĩnh của nhà tù khét tiếng ở Campuchia dưới thời Khmer Đỏ đã khóc khi hắn hướng dẫn một toà án được Liên Hợp Quốc hỗ trợ đi quanh một trong những "Cánh đồng chết" của Campuchia thời thập niên 1970.

## Giá trị
Bằng hình ảnh, hiện vật cùng với các tư liệu,v.v... bảo tàng hiện nay thu hút đông đảo du khách đến từ khắp nơi trên thế giới.
Tuy nhiên một số du khách vẫn còn e dè với bảo tàng do quá ghê rợn và chính những điều mà du khách nhìn thấy, khiến họ ghê sợ.
Một trong những trưng bày gây tranh cãi là "Bản đồ Campuchia bằng sọ người trong nhà tù", được coi là xúc phạm đến người đã chết.

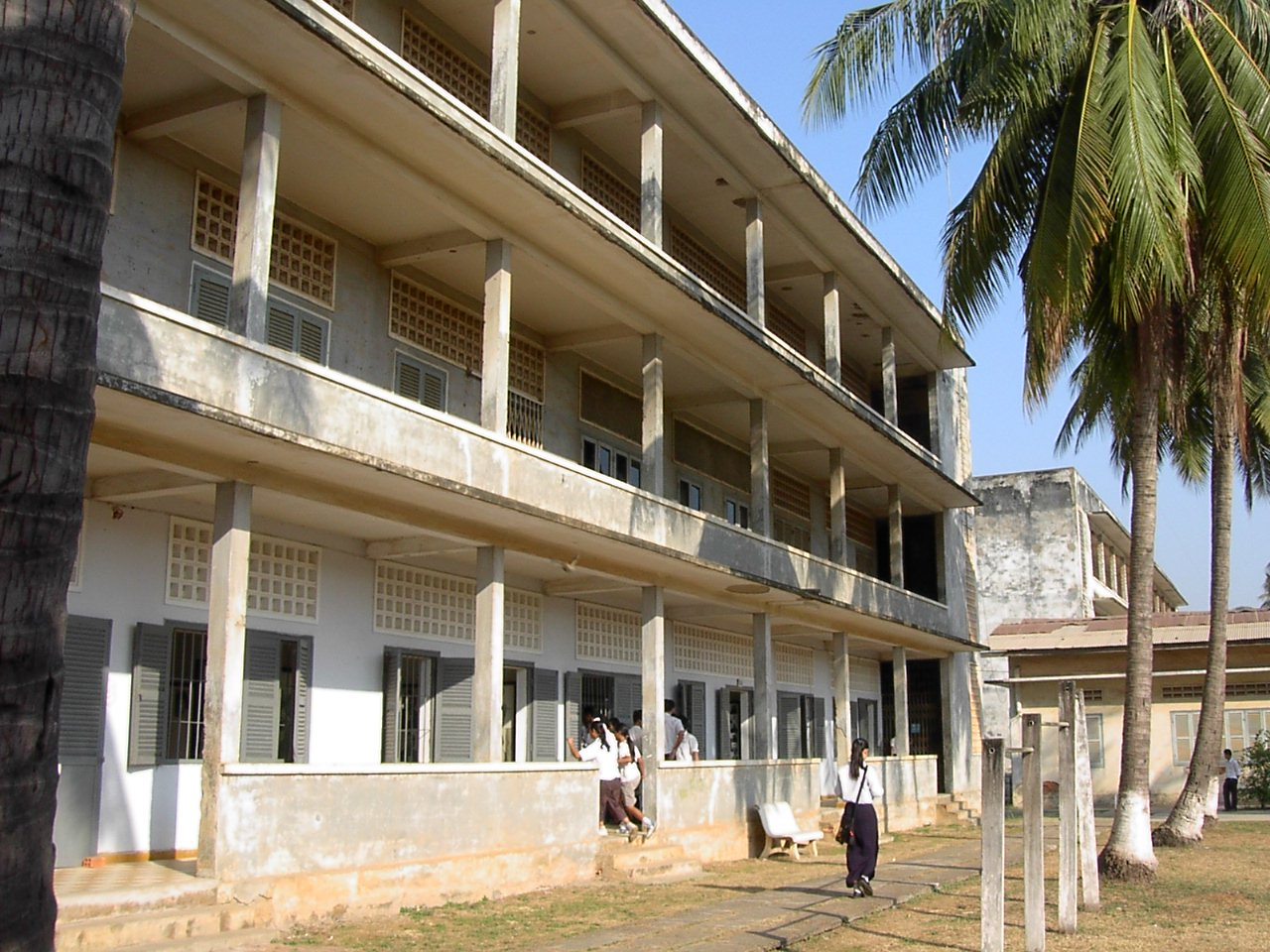
Bên ngoài của Bảo tàng diệt chủng Tuol Sleng
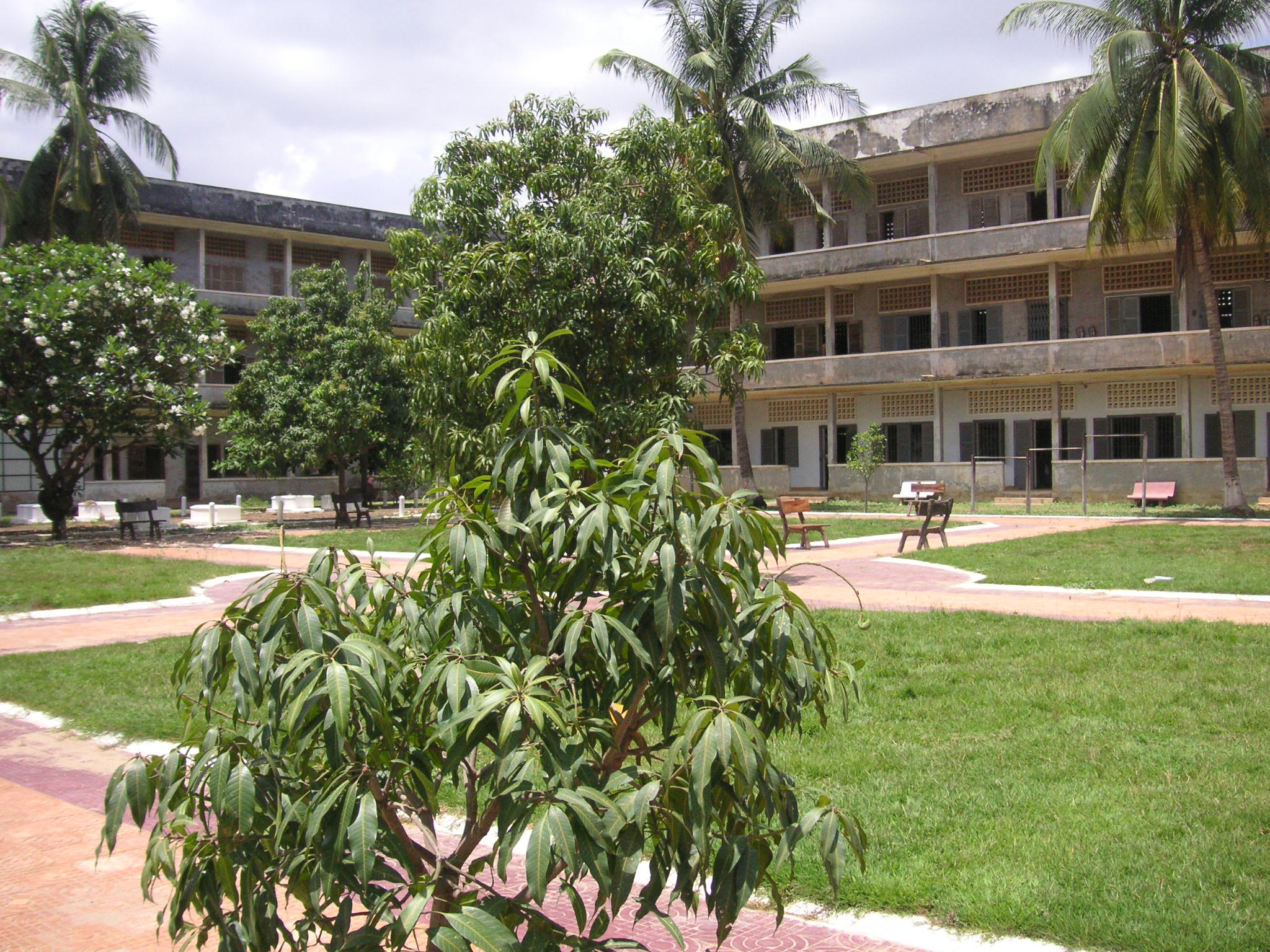
Phía trước nhà tù
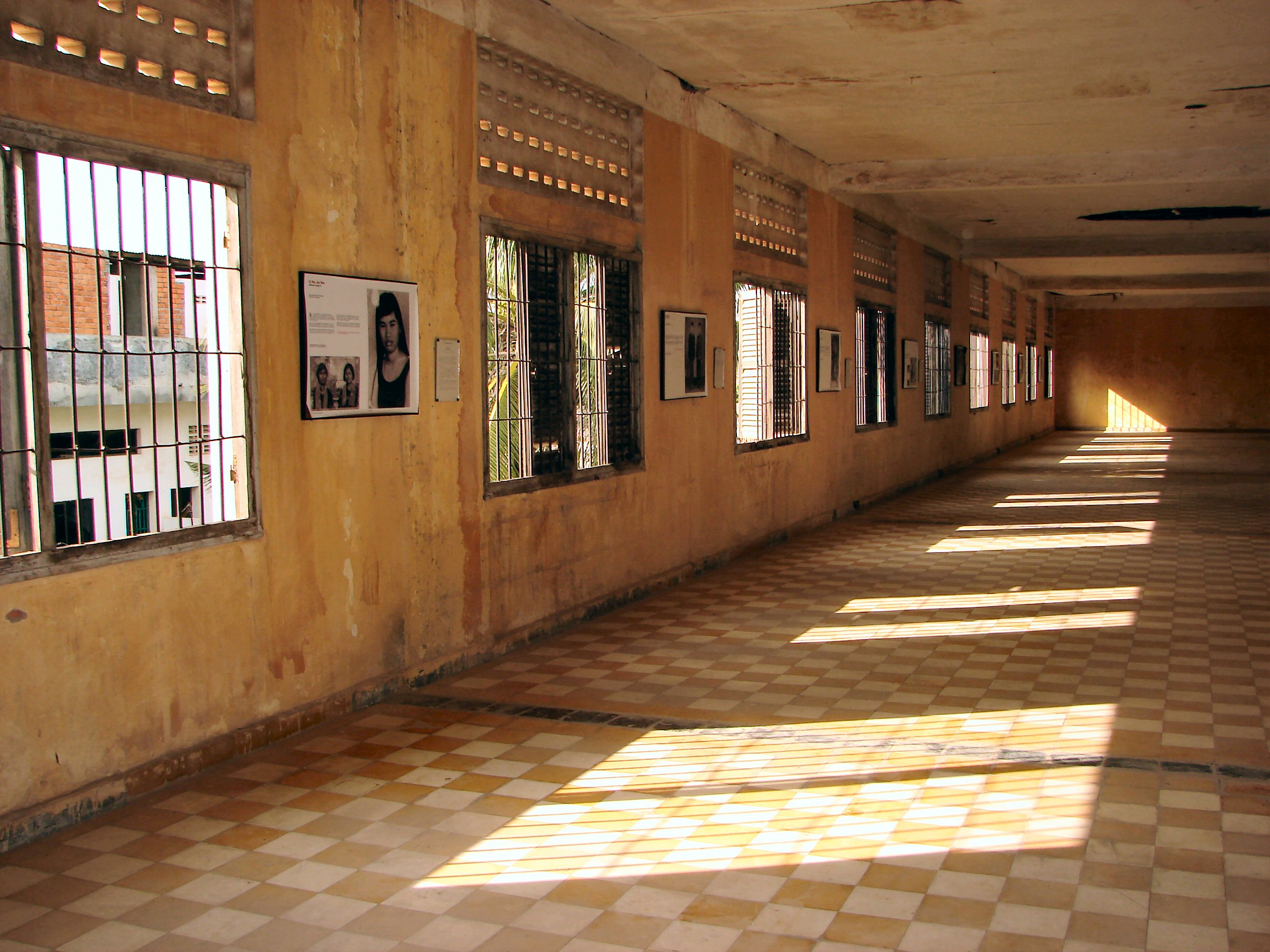
Bên trong bảo tàng
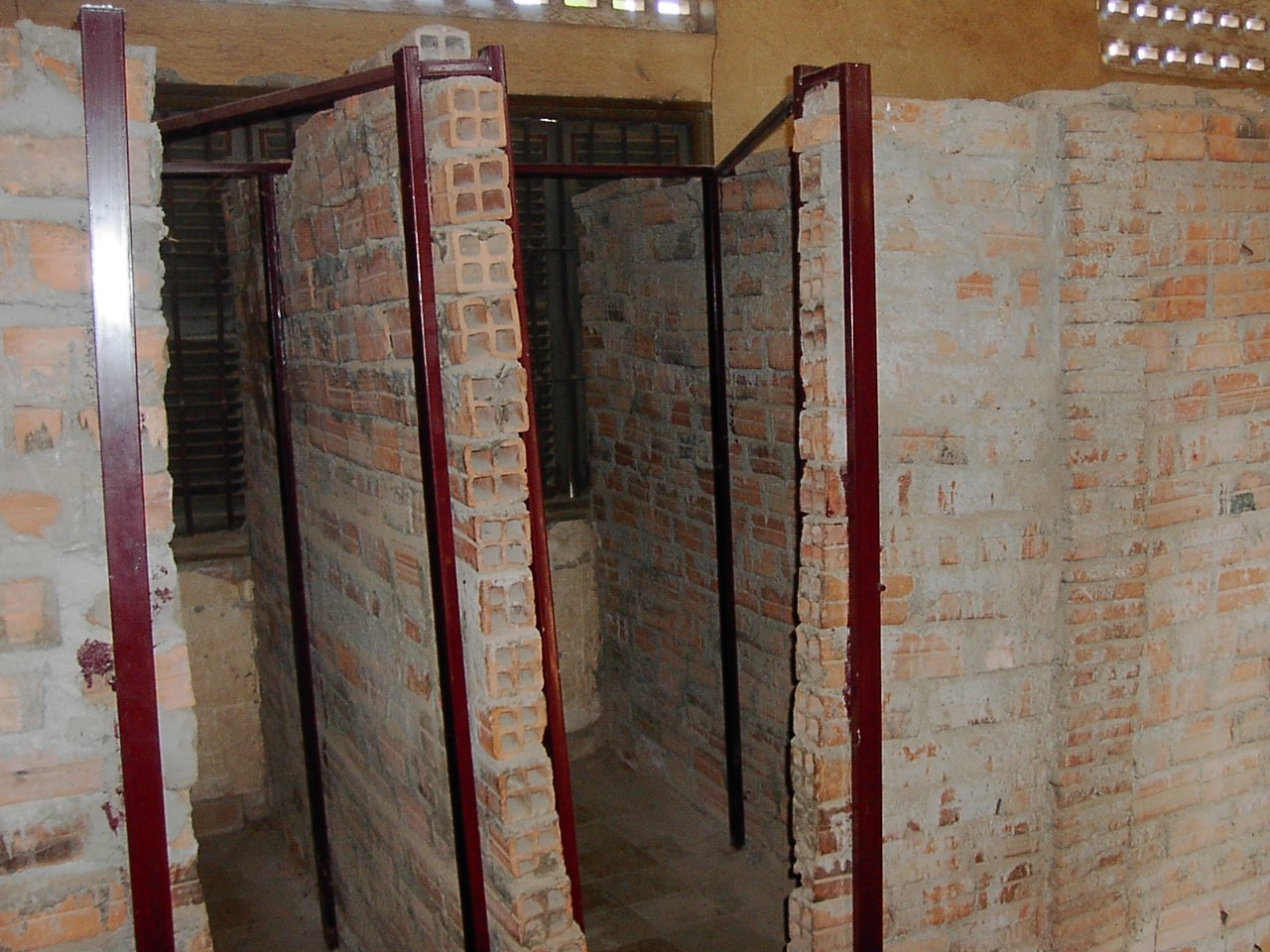
Các phòng học bị chia thành các phòng giam
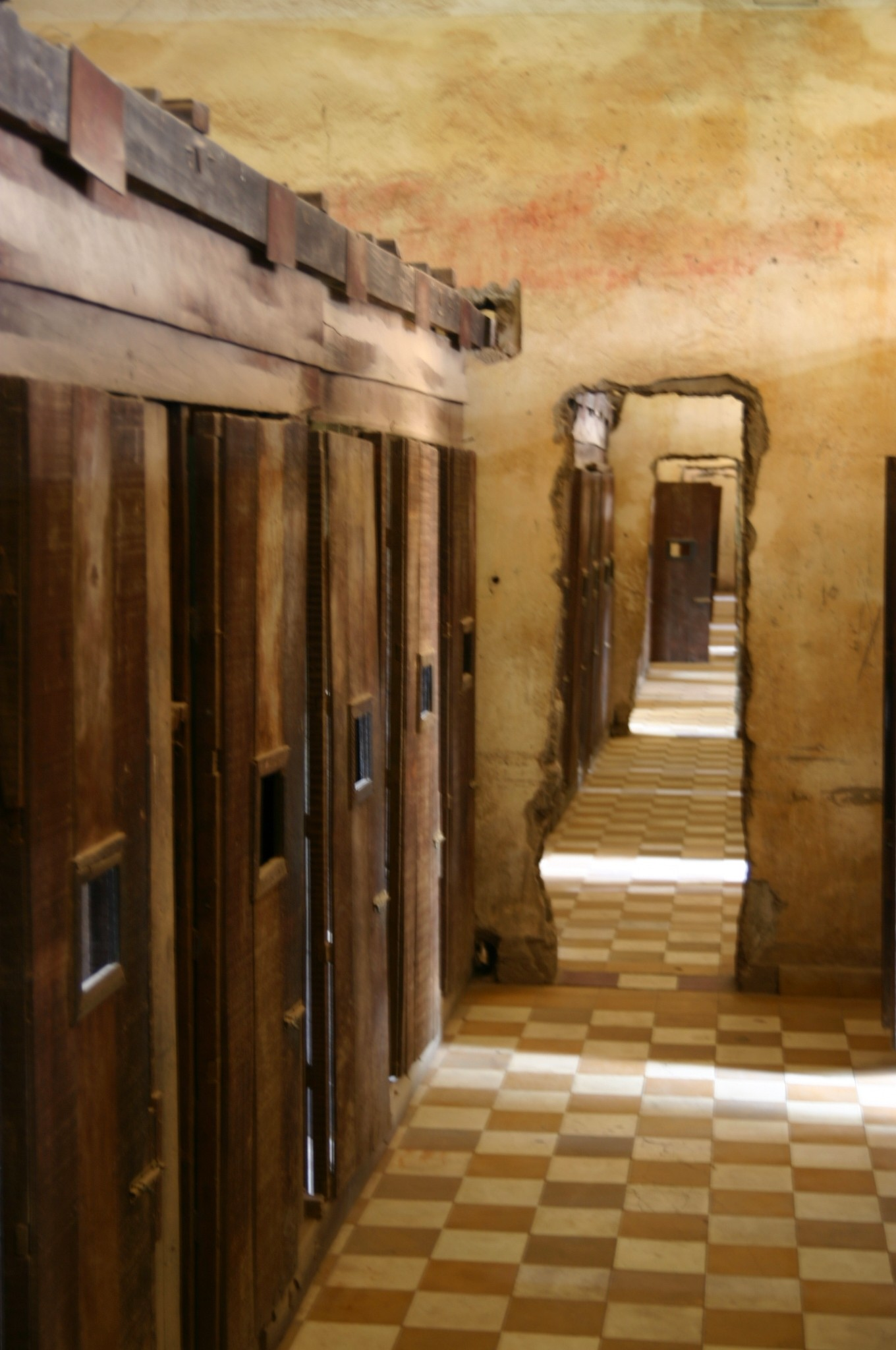
Phòng giam
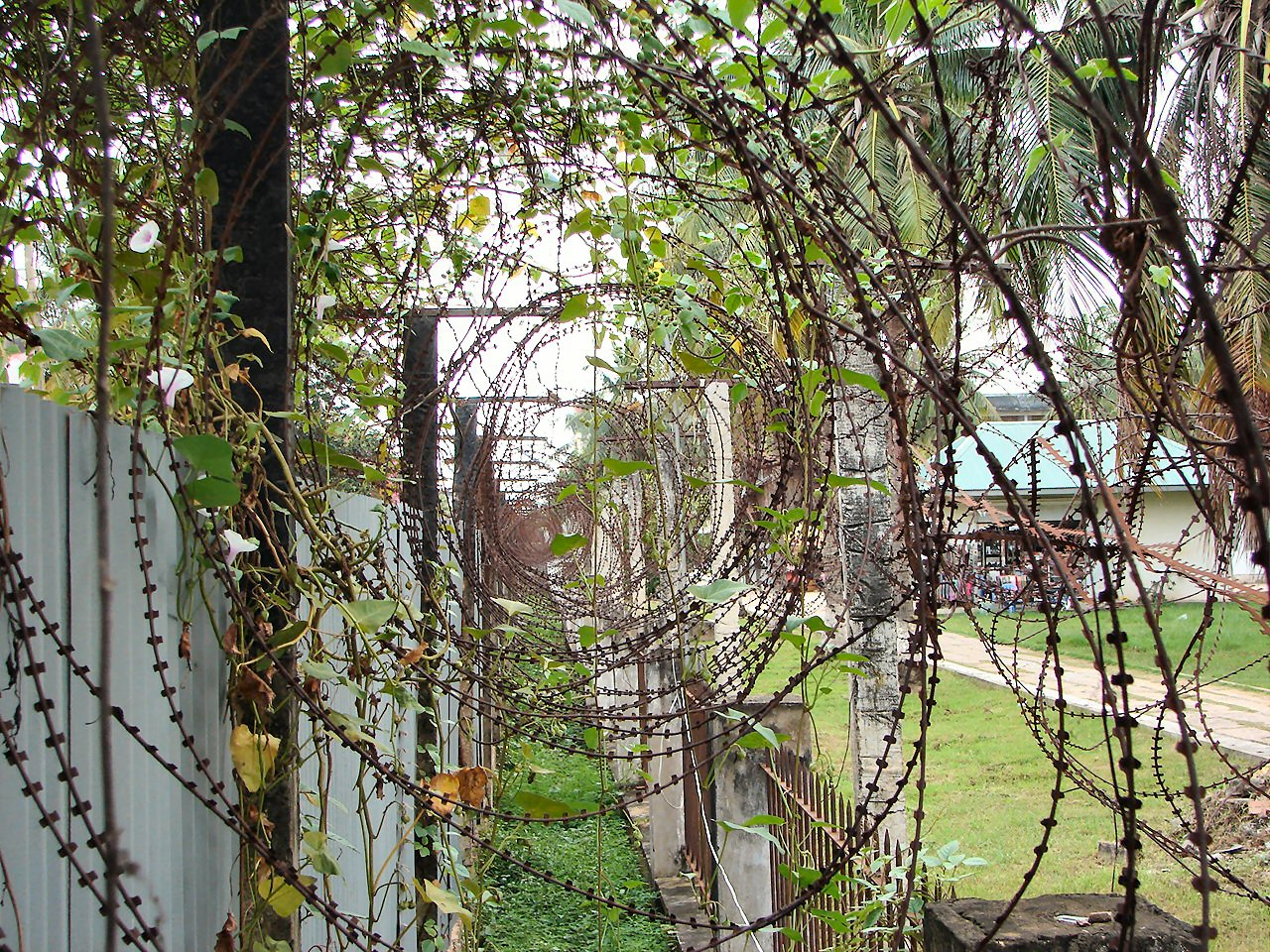
Dây thép gai xung quanh
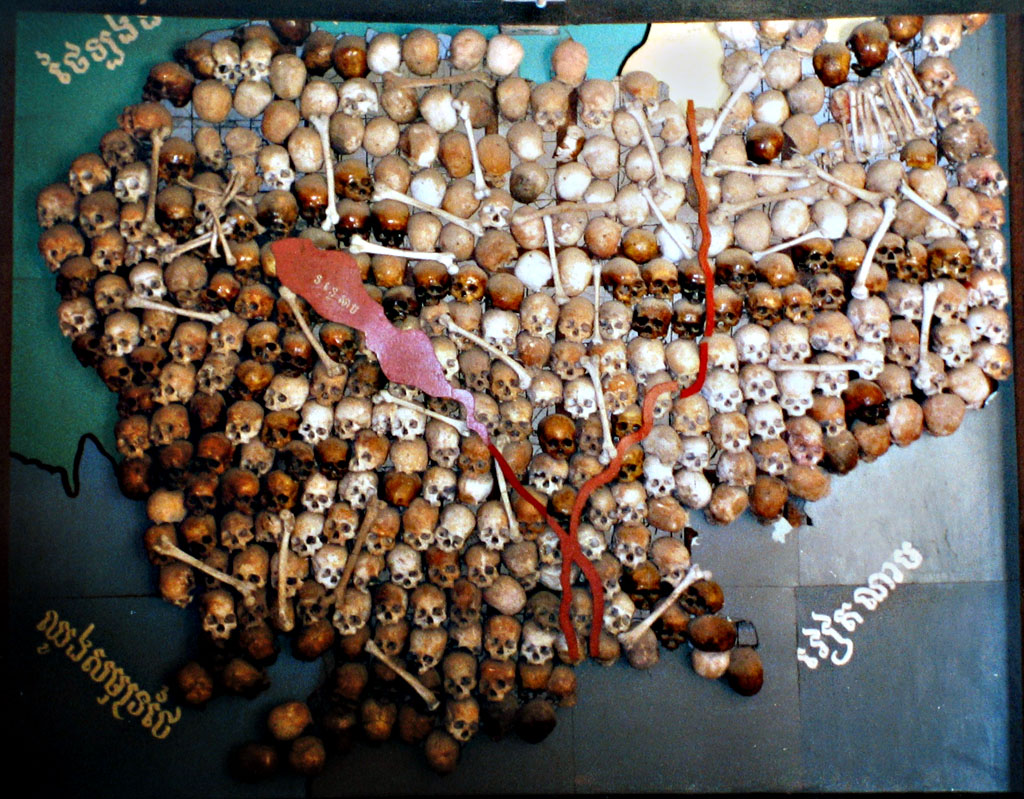
Bản đồ Campuchia bằng sọ người, gây tranh cãi vì xúc phạm người chết